# Xing Weining
Xing Weining (邢伟宁S, Xíng WěiníngP; ... – 18 ottobre 1986) è stato un cestista cinese.

## Carriera
Con la Cina ha disputato i Campionati mondiali del 1978.